# Мали
Мали (фр. Mali), или званично Република Мали (фр. République du Mali) држава је у западној Африци без излаза на море. Главни град је Бамако. Мали је осма по величини земља у Африци, са површином од 1.240.278 km². Граничи се са Алжиром, Нигером, Мауританијом, Сенегалом, Буркином Фасо, Гвинејом и Обалом Слоноваче. Независна је од 22. септембра 1960. године.
Број становника Малија је око 20 милиона (17.994.837). Процењује се да је чак 67% становништва у 2017. години било млађе од 25 година. Суверена држава Мали сe састоји од осам региона, а њене границе на северу се протежу дубоко у средиште пустиње Сахара, док јужни део земље, где живи већина становника, чине реке Нигер и Сенегал. Економија земље је центрирана на пољопривреди и рударству. Један од најистакнутијих природних ресурса Малија је злато, при чему је Мали трећи највећи произвођач злата на афричком континенту, и соли.

## Историја

### Царство Мали
Најстарији становници су семитска и берберска племена. Царство Мали је било једно од три царства која су контролисала транссахарску трговину златом, сољу, робовима и другом робом. Друга два су била царство Гана и царство Сонгаи.
Царство је формирано у горњем току реке Нигер и достигло је врхунац у 14. веку. Градови Ђене и Тимбукту су тада били центри трговине и исламских студија. Царство је опало у значају као резултат унутрашњих интрига.
Најпознатији Цар је Манса Муса.

### Сонгајско царство
Мароканска инвазија 1591. и успостављање поморских трговачких путева означили су крај значаја ове регије као трговачког раскршћа. Најгора забележена глад десила се између 1738. и 1756. када је умрло око половине становништва Тимбуктуа.

### Француска колонизација
Простор Малија био је француска колонија од 1895, као Француски Судан (фр. Soudan français).

### Независност
Мали је стекао потпуну унутрашњу аутономију 25. новембра 1958. Дана 4. априла 1959, Француски Судан је са Сенегалом формирао Федерацију Мали. Федерација се распала 20. августа 1960, када ју је напустио Сенегал. Независна Република Мали је проглашена 22. септембра исте године.
У Малију се новембра 1968. догодио миран државни удар, председник - диктатор постаје Муса Траоре (владао до 1991). Економске реформе је зауставила катастрофална суша која је трајала од 1968. до 1974. Демонстрације против владе из 1991. довеле су до промене власти и до новог устава. Од тада је Мали био једна од политички и друштвено најстабилнијих држава Африке. Године 2002. дошло је до прве демократске смене власти када је на председничким изборима независни кандидат Амаду Тумани Туре победио кандидата дотада владајуће странке Малијског савеза за демократију.
Јануара 2012. избила ја Туарешка побуна са циљем добијања шире аутономије или независности за север Малија, у области Азавад. Национални покрет за ослобођење Азавада, организација чији је циљ да од Азавада направи домовину за народ Туарега, контролисала је област од априла 2012.
Председник Малија Амаду Тумани Туре је збачен у државном удару 22. марта 2012. због свог поступања у кризи, месец дана пре предвиђених председничких избора. Побуњени војници, који себе називају Национални комитет за обнову демократије и државе, је преузео власт и суспендовао устав. Као последица нестабилности изазване државним ударом, три највећа града у Малију Кидал, Гао и Тимбукту, су за три дана пали под власт побуњеника. Након што су освојили град Дуенца, Национални покрет за ослобођење Азавада је изјавио да је испунио своје циљеве и зауставио офанзиву. Следећег дана покрет је прогласио независност Азавада од Малија.
Национални покрет за ослобођење Азавада је у почетку подржавала исламистичка група Ансар Дине. Након што је војска Малија потиснута из Азавада, Ансар Дине је почела да уводи шеријатски закон. НПОА и исламисти су се затим покушали да помире супротстављене визије о будућности проглашене државе. Као последица тога, НПОА је почела да се бори против Ансар Дине и других исламистичких група, укључујући и покрета за јединство и џихад у западној Африци, ћелије Ал Каиде у исламском Магребу. До 17. јула 2012. исламисти су преузели контролу над већином градова у северном Малију од НПОА.
Председник Француске Франсоа Оланд је 11. јануара 2013. одобрио захтев владе Малија за страну помоћ и наредио француској војсци да се укључи у сукоб.

## Географија

### Положај
Налази се у западном делу северне Африке. Државе са којима се Мали граничи су: Алжир, Нигер, Буркина Фасо, Обала Слоноваче, Гвинеја, Сенегал и Мауританија. Површина државе је 1.240.192 km².

### Геологија и рељеф
Рељеф претежно чине побрђа и пустињски део. Највиши врх је Мандиги са 1.150 m. Око 65% државе је пустиња.

### Воде
Кроз Мали (као и Гвинеју, Мали, Нигер и Нигерију) пролази река Нигер, дужине од око 4.200 км, и улива се у Гвинејски залив. Њена дубина варира у зависности од дела године, тј. у једном делу године врло је дубока, а у другом може да се препешачи. Узводно од града Тимбуктуа има веома густу речну мрежу. Поред ње, значајна је и река Сенегал која је дугачка око 1.800 км и улива се у Атлантски океан.

### Клима
Клима је тропска на југу, те степска и пустињска ка северу. Колебања температуре су од 21-33 °C. Биљни свет степе и саване.

## Влада
По уставу Малија из 1992, председник се бира на 5 година. Председник је шеф државе и врховни командант оружаних снага. Такође именује председника владе. Устав дефинише Мали као вишепартијску демократију.

## Административна подела
Осам региона и један округ (главни град Бамако).
- Гао
- Кај
- Кидал
- Куликоро
- Мопти
- Сегу
- Сикасо
- Тимбукту
- Бамако дистрикт

## Привреда
Слабо је развијена, а слабе су и природне могућности. Од 1981-1985. постојао је петогодишњи план за образовање државних добара, како пољопривреде тако и индустрије. Данас, највећи удео има пољопривреда са 40%. Пољопривреду чине културе: памук, дуван, шећерна трска, кукуруз, ананас, банане. Развија се у долинама река. Руде: манган, злато, боксит, гвоздена руда, фосфати. Индустрија: текстилна, индустрија намештаја, прехрамбена, машине...

## Становништво
Број становника је 2009. износио 14.517.176. Више од 90% њих живи на југу земље, нарочито у престоници Бамаку, који је милионски град. Становништво је углавном рурално (68% 2002), док је 5–10% популације номадско.
Становништво се састоји од великог броја народа, међу којима доминирају: Манде 50% (Бамбара (36,5%), Малинке, Сонинке), Фулани 17%, Волта народи 12%, Сонгаји 6%, Туарези и Маври 10%, остали 5%.

### Језици
Званични језик је француски, а говори се још око 40 локалних језика. Најзначајнији међу њима је језик бамбара којим се служи 80% становништва.

### Религија
Око 90% становника су муслимани, 1% су хришћани, а 9% су припадници домородачких религија.

## Култура
Најпознатији представници су музичари Тумани Диабате који свира на традиционалном инструменту кора и гитариста Али Фарка Туре.